# Aaron Ramsey
Aaron James Ramsey (født 26. december 1990 i Caerphilly) er en walisisk fodboldspiller, der spiller som midtbanespiller for Pumas UNAM.  

## Klubkarriere

### Cardiff City
Ramsey startede sin seniorkarriere i den walisiske klub Cardiff City, der dog spiller i det engelske ligasystem. Han havde også tilbragt sine ungdomsår i klubben. Den 28. april 2007 i en kamp mod Hull City, blev han den yngste Cardiff spiller nogensinde, med hans blot 16 år og 124 dage. Efter i sæsonen 2007-08 at have spillet regelmæssigt på Cardiffs hold, blev han den 13. juni 2008 solgt til Arsenal F.C. i Premier League.

### Arsenal F.C.
Ramsey blev tildelt rygnummer 16 i Arsenal, og han debuterede for holdet i en Champions League-kvalifikationskamp mod hollandske FC Twente den 13. august 2008. En måned senere, den 13. september, debuterede han i Premier League i en kamp mod Blackburn Rovers. 
Den 27. februar 2010 blev Aaron Ramsey båret fra banen og kørt direkte på hospitalet efter uheldet i en Premier League-kamp mellem Stoke City og Arsenal, hvor han brækkede både højre lægben og højre skinneben, efter en uheldig tackling fra Ryan Shawcross. Han var ude resten af den pågældende sæson.
Efterfølgende var han i 2010 og 2011 i to omgange udlejet, men derefter blev han snart fast mand hos Arsenal, og i sæsonen 2013~2014 spillede han 34 kampe og scorede 16 mål i sin bedste sæson for London-holdet.
Ramsey var med Arsenal med til at vinde FA Cuppen tre gange samt Community Shield to gange.

### Juventus
I februar 2019 skrev Ramsey kontrakt med den italienske topklub Juventus F.C. med virkning fra sommeren samme år, hvor hans kontrakt med Arsenal havde udløb. I sin første sæson hos klubben var han med til at vinde det italienske mesterskab. 

## Landshold
Ramsey står (pr. 29. november 2022) noteret for 78 kampe og 20 mål for Wales' landshold, som han debuterede for den 19. november 2008 i en træningskamp mod Danmark.

## Titler
FA Cup
- 2014, 2015, 2017 med Arsenal

Community Shield
- 2014, 2015 med Arsenal

Serie A
- 2019-2020 med Juventus F.C.